# Marco Galiazzo
Marco Galiazzo (* 7. Mai 1983 in Padua) ist ein italienischer Bogenschütze mit dem Recurvebogen und Olympiasieger im Einzel bei den Olympischen Sommerspielen 2004 in Athen sowie Olympiasieger mit der Mannschaft bei den Olympischen Sommerspielen 2012 in London.

## Werdegang
Marco Galiazzo gewann bei den Weltmeisterschaften im Bogenschießen 2003 in New York City die Bronzemedaille mit der Mannschaft. Ein Jahr später gewann er den Einzeltitel bei den Europameisterschaften in Brüssel, im gleichen Jahr folgte mit der Goldmedaille im Einzel der Olympischen Sommerspiele 2004 in Athen sein größter Erfolg. Dabei besiegte er im Finale den Japaner Hiroshi Yamamoto mit 111 zu 109. In Athen erreichte Marco Galiazzo zudem Rang sieben mit der Mannschaft. Bei der Weltmeisterschaft 2007 in Leipzig wurde Galiazzo Sechzigster im Einzel, mit der Mannschaft erreichte er Platz fünf. Im selben Jahr konnte er mit der Mannschaft zudem einen zweiten Platz beim Weltcup in Ulsan und einen ersten Platz beim Weltcup in Dover erreichen. Er gehörte zum italienischen Kader für die Olympischen Sommerspiele 2008 in Peking, wo er mit der Mannschaft die Silbermedaille gewann und im Einzel antrat. Die Platzierungsrunde des Einzelwettbewerbs überstand Galiazzo als Zwölfter, scheiterte dann aber in der Runde der letzten 32 am Briten Alan Wills mit 110 zu 109. Im Oktober 2009 gewann Galiazzo das World Cup Grand Final Gold in Kopenhagen-Nyhavn knapp vor dem Briten Simon Terry, dies brachte ihn in der Weltrangliste auf Platz drei. Er hatte sich in der Weltrangliste vor 2006 kontinuierlich verbessern können und war zeitweise Weltranglistenerster mit dem Recurvebogen, zuletzt am 13. Mai 2006. Im Jahr 2012 nahm er erneut an den Olympischen Spielen teil und gewann zusammen mit Michele Frangilli und Mauro Nespoli Gold in der Herrenwertung.
Galiazzo studierte Telekommunikation an der Universität Padua und arbeitet als Entwicklungsingenieur bei Applied Materials.